# مسجد كوك غمباز (قرشي)
مسجد كوك غمباز هو معلم أثري معماري يعود إلى القرن السادس عشر في مدينة قرشي، ولاية قشقداريا، أوزبكستان. بقرار صادر عن رئيس جمهورية أوزبكستان بتاريخ 19 ديسمبر 2018، أُدرج المسجد ضمن القائمة الوطنية للعقارات ذات التراث الثقافي الملموس وحصل على حماية الدولة.

## التاريخ
بُني المسجد في أواخر القرن السادس عشر خلال فترة حكم عبد الله خان الثاني (1557–1598). وقد كُتب اسم عبد الله خان الثاني وسنة 999 هـ (1590–1591) على واجهة المسجد. بدءًا من عام 1953، بدأ مسجد "كوك غمباز" العمل مجددًا كمسجد لصلاة الجمعة. ونظرًا لأن القبة كانت مغطاة ببلاط أزرق، أُطلق عليه اسم "مسجد كوك غمباز" (القبة الزرقاء).
تعرضت القبة الخارجية ذات الغطاء الأزرق لأضرار جسيمة جراء زلزال عام 1898 وانهارت. وقد خضع المسجد للترميم عدة مرات على مدار السنوات، بما في ذلك ترميم جزئي في 1957 و1971 و1975، وترميم كامل في عام 1982. في عام 1967، تم ترميم قبة المسجد على يد الحرفي الماهر "حمدام". وفي عام 1982، قام الرسام البارع من سمرقند "نصرت الله أسدوف" بكتابة آيات من سورة "الملك" على القبة باستخدام بلاط مزجج أزرق، كما تم تركيب قبة ذهبية.
في عام 1996، وفي إطار الاحتفال بالذكرى الـ660 لولادة أمير تيمور، جرت أعمال بناء وترميم للمسجد إلى جانب معالم تاريخية أخرى في مدينة قرشي. وفي الفترة 2005–2006، تم ترميم المسجد وفقًا لمرسوم رئيس جمهورية أوزبكستان وقرار الحكومة، وحصل على شكله الحالي.
في العشرينيات من القرن العشرين، كان "إيشون بورسوخان" و"إيشون أحمدخان" أئمة المسجد، وفي الثلاثينيات والأربعينيات "نومونخان قاري" من سمرقند، ومن 1956 إلى 1968 "نعماتخان توردماتوف" من كوكاند، ومن 1968 إلى 1974 "خواجه أكمالخان أوتاخانوف" من نامنغان. حاليًا، يشغل "الحاج إسماعيل ريحونوف" و"رحمت الله عثمانوف" منصب الإمام.

## العمارة
يتكون مجمع مسجد كوك غمباز من قاعة ذات قبة عالية مبنية على شكل مربع في الوسط، وصف من المباني على الجانبين. يبلغ الطول الإجمالي للمباني بين 25–38 مترًا. ويختلف عرض الأجنحة، حيث يبلغ 14 مترًا في الجانب الشمالي الغربي، و14.6 مترًا في الجانب الجنوبي الشرقي.
تم بناء المبنى باستخدام طوب بأبعاد 26x26x5 سم و28x28x6 سم.
في مركز المسجد، وفقًا للمخطط، كانت الغرفة الرئيسية مربعة الشكل بمساحة 8 أمتار وارتفاع 14 مترًا. يتكون كل جناح من أربع غرف مرتبة في صفين. أسقف الغرف مغطاة بالقباب، وكانت واجهات الغرف من الأعلى والجوانب مفتوحة مثل رواق.
تم بناء الغرف بطريقة تتيح الوصول إلى بعضها عبر ممرات مقوسة. في الجدار المواجه للقبلة داخل الغرفة الرئيسية، يوجد محراب محفور عميقًا في الجدار، مع منبر يقع بجانبه.

## معرض الصور

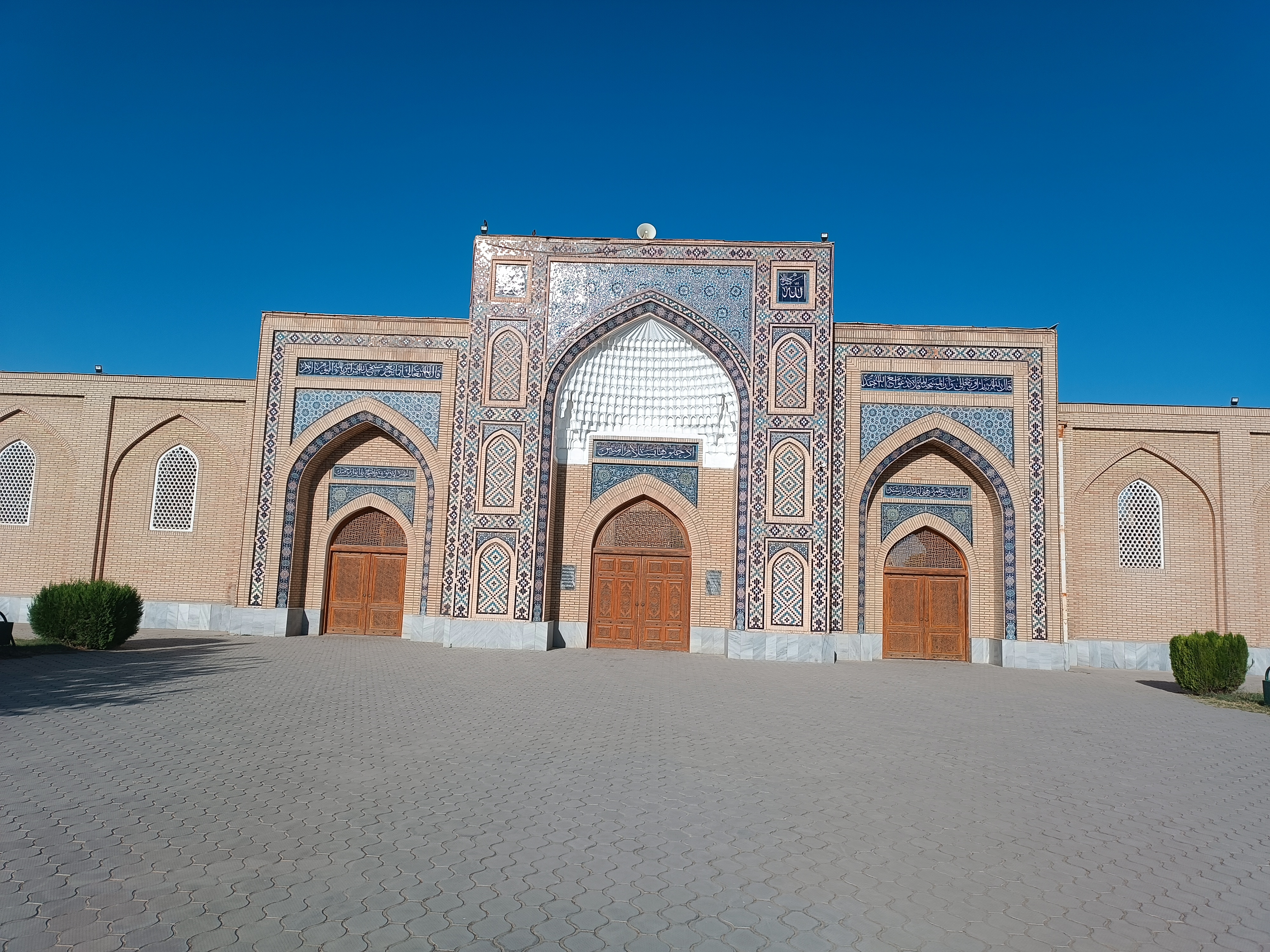
مدخل مسجد كوك غمباز
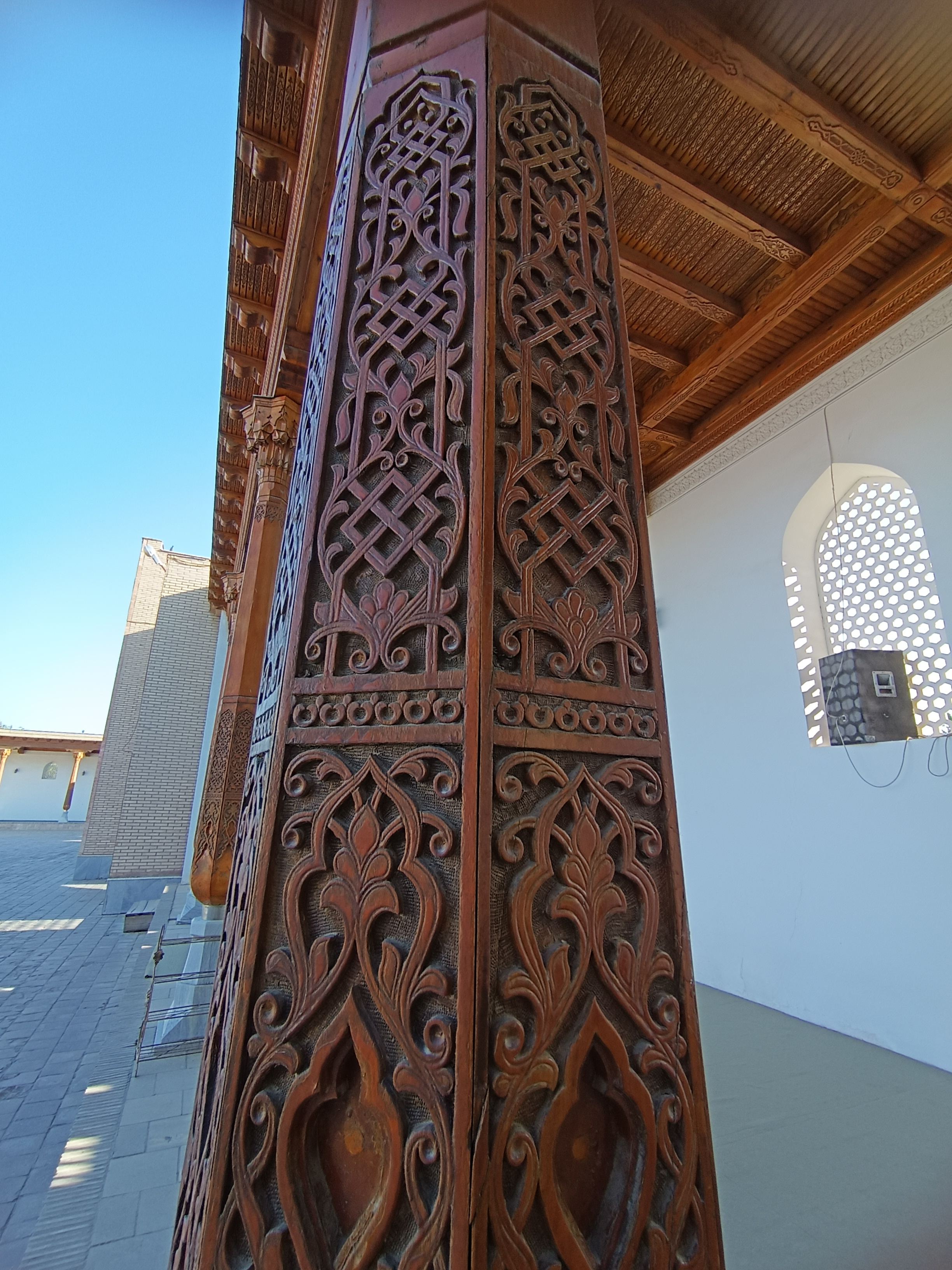
أعمدة مسجد كوك غمباز
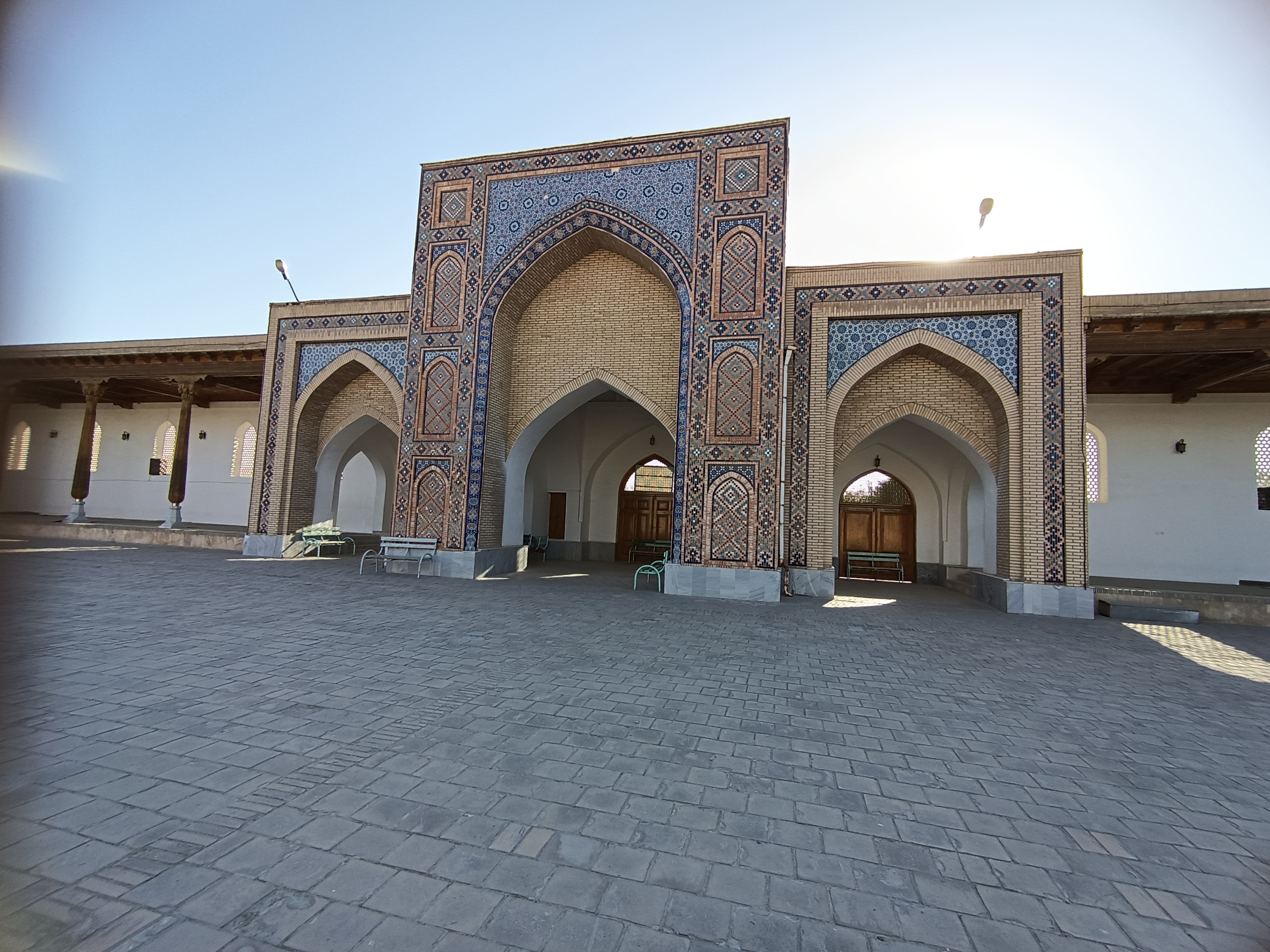
الجزء الداخلي من مسجد كوك غمباز